# Magnifique-Klasse
Die Magnifique-Klasse war eine Klasse von drei 74-Kanonen-Linienschiffen 2. Ranges der französischen Marine, die von Jacques-Luc Coulomb entworfen wurde und von 1750 bis 1798 in Dienst stand.

## Einheiten
| Name         | Bauwerft          | Kiellegung    | Stapellauf        | Indienststellung | Verbleib |
| ------------ | ----------------- | ------------- | ----------------- | ---------------- | --- |
| Magnifique   | Arsenal de Brest  | Dezember 1747 | 7. März 1749      | Juli 1750        | Am 10. August 1782 im Hafen von Boston auf Grund gelaufen und gesunken                                           |
| Entreprenant | Arsenal de Brest  | Juli 1750     | 19. Oktober 1751  | Dezember 1752    | Am 21. Juli 1758 nach britischem Mörsertreffer bei der Belagerung von Louisbourg in Brand geraten und explodiert |
| Guerrier     | Arsenal de Toulon | Oktober 1750  | 7. September 1753 | Januar 1754      | Am 2. August 1798 (Seeschlacht bei Abukir) durch die Royal Navy gekapert in Brand geraten und verbrannt          |

## Technische Beschreibung
Die Klasse war als Batterieschiff mit zwei durchgehenden Geschützdecks konzipiert und hatte eine Länge von 53,60 Metern (Geschützdeck) bzw. 51,00 Metern (Kiel), eine Breite von 13,97 Metern und einen Tiefgang von 6,61 Metern bei einer Verdrängung von 1.455/2.700 Tonnen. Sie waren Rahsegler mit drei Masten (Fockmast, Großmast und Kreuzmast). Der Rumpf schloss im Heckbereich mit einem Heckspiegel, in den Galerien integriert waren, die in die seitlich angebrachten Seitengalerien mündeten.
Die Besatzung hatte im Frieden eine Stärke von 666 und im Krieg von 756 Mann (6 bzw. 12 Offiziere und 660 bzw. 750 Unteroffiziere bzw. Mannschaften). Die Bewaffnung der Klasse bestand bei Indienststellung aus 74 Kanonen.
|        | Unteres Batteriedeck | Oberes Batteriedeck | Backdeck      | Achterdeck     | Kanonen (Geschossgewicht) |
| ------ | -------------------- | ------------------- | ------------- | -------------- | ------------------------- |
| Design | 28 × 36-Pfünder      | 30 × 18-Pfünder     | 4 × 8-Pfünder | 12 × 8-Pfünder | 74 Kanonen (410 kg)       |

## Bemerkungen
1. ↑  Die französische Einteilung in Rangklassen wich von der britischen ab. Zum Zeitpunkt der Indienststellung der Magnifique-Klasse waren französische Schiffe Zweiten Ranges Zweidecker mit 74 Kanonen.